# 507 Laodica
507 Laodica este un asteroid din centura principală, descoperit pe 19 februarie 1903, de Raymond Dugan.